# Orden des Befreiers San Martin
Der Orden del Libertador San Martín (deutsche Übersetzung: Orden des Befreiers San Martin) ist die höchste Auszeichnung des Landes Argentinien. Er wurde durch Dekret Nr. 16.628 vom 17. Dezember 1957 eingerichtet.
Benannt wurde der Orden nach dem General José de San Martín, dem Vater der Nation und Befreier.
Der Orden wird insbesondere auch an verdiente ausländische Staatsmänner verliehen, aber auch an Privatpersonen, die sich um Argentinien verdient gemacht haben.

## Klassen
Der Orden gliedert sich in sechs Klassen. (Reihenfolge vom höchsten zum niedrigsten)
- Collane (Collar)
- Großkreuz (Gran Cruz)
- Großoffizier (Gran Oficial)
- Kommandeur (Comendador)
- Offizier (Oficial)
- Ritter (Caballero)

## Träger (Auswahl)
- Konrad Adenauer (1876–1967), deutscher Bundeskanzler
- Francisco Franco (1892–1975), spanischer Militär und Diktator
- Franjo Tuđman (1922–1999), kroatischer Präsident
- Jimmy Carter (1924–2024), Präsident der USA